# Onychohydrus
Onychohydrus es un género de escarabajos adéfagos perteneciente a la familia  Dytiscidae.

## Especies
- Onychohydrus atratus (Fabricius, 1801)
- Onychohydrus scutellaris (Germar, 1848)